# Chiesa dell'Assunzione della Vergine Maria (Kladno)
La chiesa dell'Assunzione della Vergine Maria (in ceco Kostel Nanebevzetí Panny Marie) è la principale parrocchiale che si trova a Kladno, comune del Distretto di Kladno, Boemia Centrale in Repubblica Ceca. La chiesa neoromanica appartiene all'arcidiocesi di Praga ed è stata edificata alla fine del XIX secolo sul sito di una precedente chiesa gotica.

## Storia

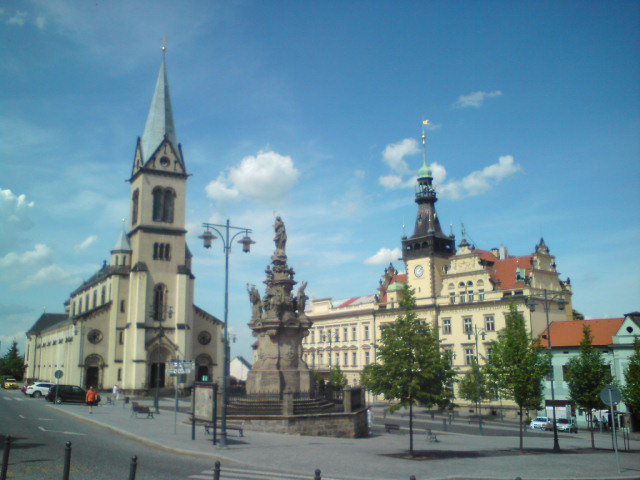
Chiesa dell'Assunzione della Vergine Maria nella piazza Starosty Pavla di Kladno sulla quale si affaccia anche il municipio

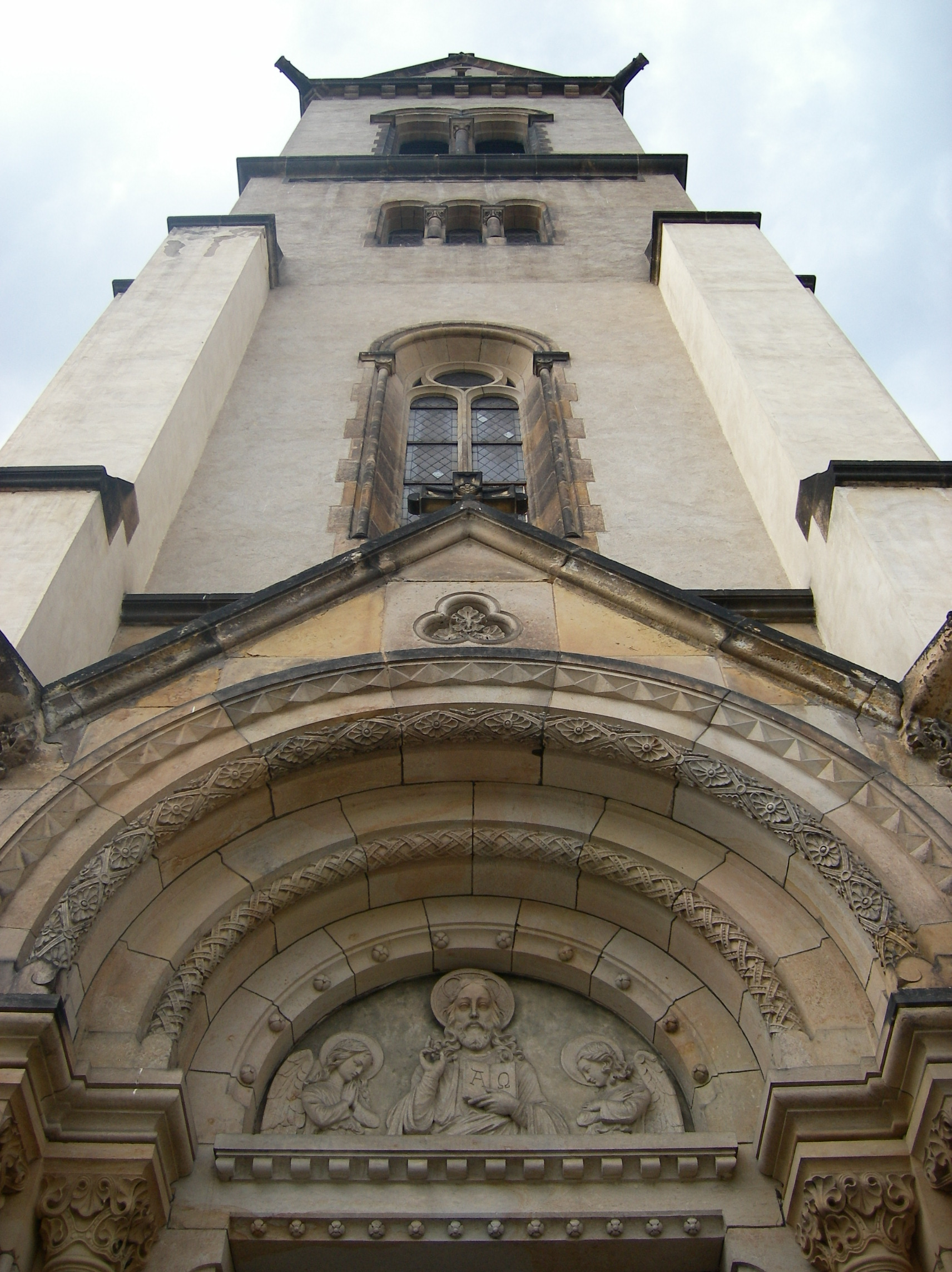
Particolare del portale principale

Sullo stesso sito originariamente si trovava una chiesa gotica menzionata già nel 1352 e più volte ricostruita nel corso dei secoli. A causa della rapida crescita della popolazione della città nel corso del XIX secolo le sue dimensioni non furono più adeguate al numero dei fedeli e così si pensò ad edificare il nuovo luogo di culto. Il cantiere venne aperto nel 1897 e due anni dopo la nuova chiesa era pronta. Il progetto venne affidato all'architetto Ludvík Lábler che la pensò come una basilica neoromanica a tre navate con torre campanaria. La solenne consacrazione venne celebrata il 6 giugno 1900. Negli anni settanta e ottanta del XX secolo, ai tempi della Repubblica Socialista Cecoslovacca, la chiesa cadde in grave stato di abbandono fino al punto in cui il suo soffitto crollò. Dopo la rivoluzione di velluto e la dissoluzione dell'Unione Sovietica iniziò il graduale restauro e ripristino dell'edificio, a partire dalla metà degli anni novanta. A lavori ultimati la chiesa venne riaperta al culto e venne solennemente riconsacrata il 3 giugno 2000 dal primate ceco e cardinale Miloslav Vlk.

## Descrizione

### Esterni
La Chiesa dell'Assunzione della Vergine Maria si affaccia sulla piazza Starosty Pavla, la  principale di Kladno, accanto al municipio, nel comune della Boemia Centrale in Repubblica Ceca. Si tratta di una struttura basilicale neoromanica caratterizzata dalla facciata dominata centralmente dalla torre campanaria alla base della quale si apre il grande portale di accesso 
principale ricco di decorazioni scultoree e con arco a tutto sesto che contiele la finestra a lunetta cieca con scultura raffigurante Dio Padre con il libro delle Sacre Scritture con angeli. La torre presenta contrafforti agli angoli e mostra vari ordini di finestre a bifora e trifora. La cella si apre con quattro grandi finestre a bifora e si conclude con la copertura a cuspide a base ottagonale. Le facciate laterali sono simmetriche e con una serie di semplici finestre neoromaniche, separate tra loro da modanature e contrafforti. La rifinitura delle facciate della chiesa è in muratura intonacata.

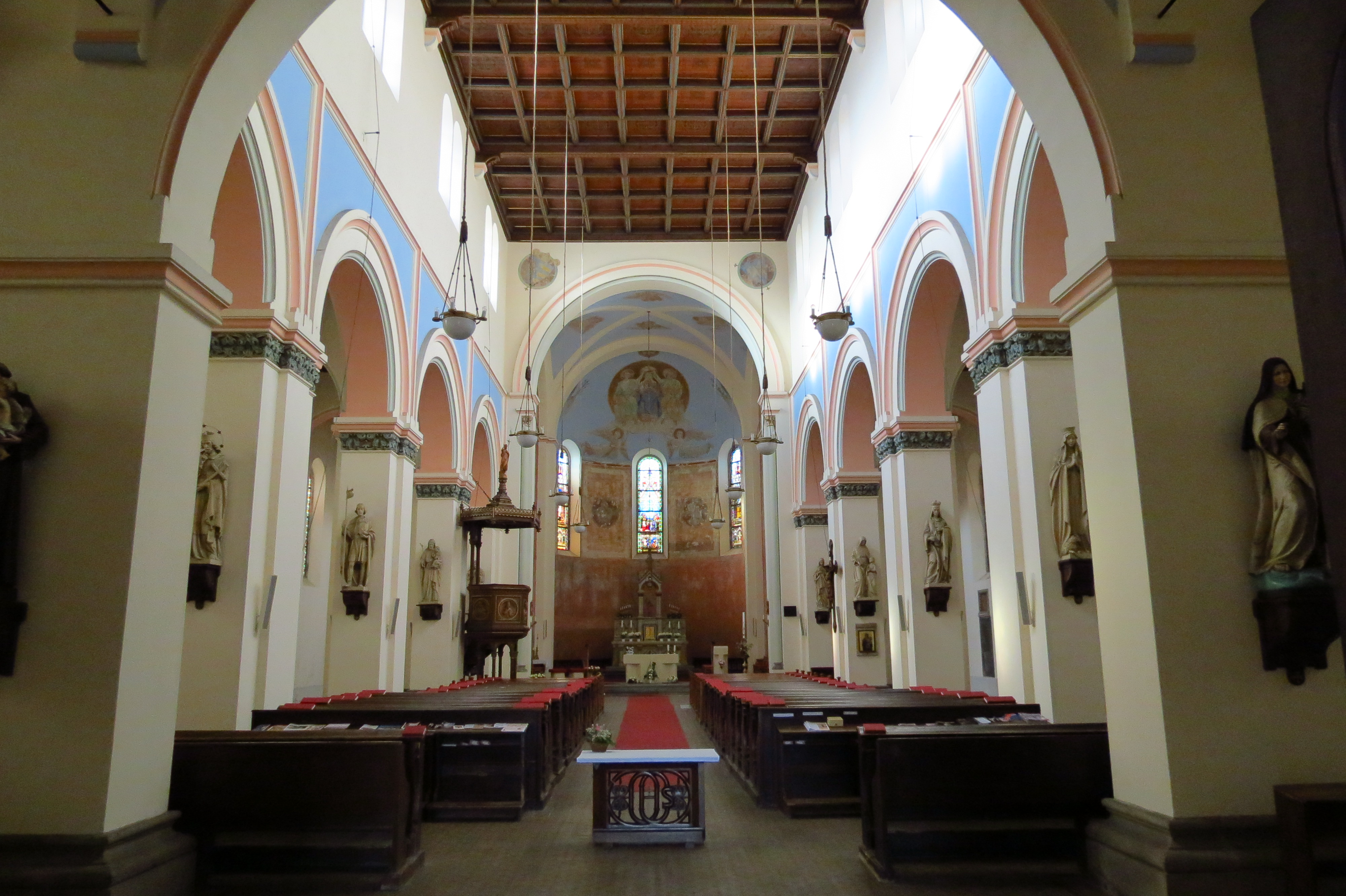
Interno della sala

### Interni
La sala è divisa in tre navate separate tra loro da un porticato su pilastri prismati. La navata centrale è di maggiore altezza e ampiezza. Il soffitto delle navate è piano con cassettoni lignei. Il pavimento è costituito da piastrelle quadrate in ceramica. Nel vestibolo della chiesa si trova la lapide di Jiří Žďárský di Žďár, un importante membro della famiglia nobile che possedeva la tenuta di Kladno nel XVI e XVII secolo.

### Monumento culturale della Repubblica Ceca
La tutela dei monumenti della Repubblica Ceca considera la chiesa dell'Assunzione della Vergine Maria di Kladno un monumento culturale tutelato col numero di catalogo 1000128623.